# 松平忠恕 (島原藩主)
松平 忠恕（まつだいら ただひろ）は、江戸時代中期の大名。下野国宇都宮藩2代藩主、のち肥前国島原藩主（通算すると松平家6代目になる）。深溝松平家11代当主。官位は従五位下・主殿頭、大和守、飛騨守。

## 生涯
寛保2年（1742年）7月4日（または元文5年（1740年））、島原藩主・松平忠刻の次男として誕生した。宝暦12年（1762年）、兄で家督を継いでいた忠祇の隠居に伴い跡を継ぐ。深溝松平家は、代々島原藩主として九州の隠れ目付役的存在であったが、忠祇が父の急死を受け寛延2年（1749年）、12歳で家督を継いだことから、その年、下野宇都宮藩の戸田忠盈と交代する形で宇都宮に移封されていた。忠恕が家督を相続後、深溝松平家は島原藩から宇都宮藩への引越しで約6万8500両の費用がかかって財政が困窮していたため、豪商から御用金を借り、家臣の俸給を借り上げて幕府から借用したりもしたが一時しのぎにしかならず、明和元年（1764年）に忠恕は百姓に増税を申し付けたため、9月12日に籾摺騒動と称される農民一揆が起こった。この一揆を忠恕は藩兵300人をもって武力で鎮圧、一揆の首謀者を逮捕処刑した。
籾摺騒動と同年に大洪水が宇都宮を襲い、240戸が流出して約300人が死亡。明和3年（1766年）6月18日にも大洪水のため230戸が流出、118人が死亡し田畑は著しく荒廃した。このため忠恕は幕府から6000両を借りて凌ごうとしたが、安永2年（1773年）3月に城下の西にあった鍛冶屋から出火して41町が被害を受けて1295戸が焼失、他にも寺院などが被害を受けて合計1813戸が焼失して45人の死者を出すなど天災続きであった。安永3年（1774年）、再び同じように入れ替わる形で島原藩に移封されるが、この際にも引越し費用が約4万両かかった。

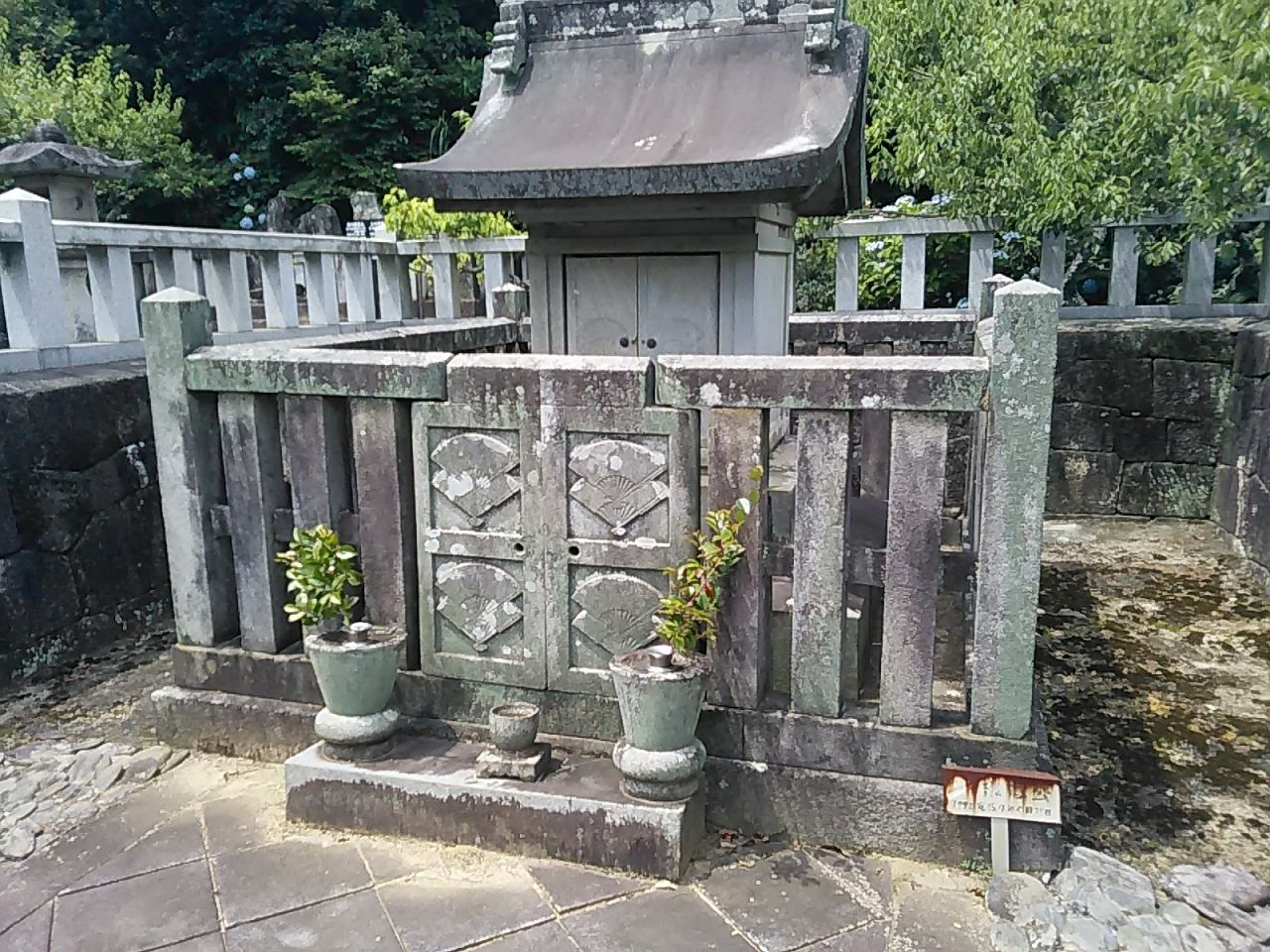
松平忠恕の墓(幸田町本光寺)

寛政4年（1792年）4月1日、普賢岳眉山が激震と共に大崩落を起こし、島原城下の大半が埋没し、死者1万5千人とも言われる島原大変が発生した。病弱であった忠恕は被災地巡視を行うなどしたが、心労が重なったこともあり、4月27日に死去した。「悲運の藩主」と呼ばれている。

## 系譜
父母
- 松平忠刻（父）
- 土屋陳直の娘（母）

正室
- 珪樹院 - 真田信安の娘

子女
- 大久保忠邦（長男） - 大久保忠喜の養子
- 大久保忠成（三男） - 大久保忠喜の養子
- 花房職喬
- 秋元保朝
- 松平忠馮（六男） 生母は珪樹院
- 松平忠堯
- 松平忠良
- 松平忠豫
- 梅渓通同室、後に植村家長正室
- 土井利謙継々室
- 松平信古正室
- 内田正肥室
- 京極高賢正室
- 松平忠告室、後に松平忠寧継室